# Rajok

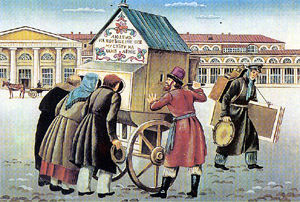
Rajok w XIX w.

Rajok – rodzaj widowiska jarmarcznego rozpowszechnionego w Rosji w XVIII i XIX wieku.
Nazwa widowiska pochodzi od obrazków przedstawiających Adama i Ewę w raju. Rajok prezentowany był zwykle w obwoźnej skrzyni na kółkach z umieszczonymi w środku na taśmie ręcznie malowanymi obrazkami, na które widzowie patrzyli przez szkła powiększające w obudowie skrzyni, słuchając jednocześnie komentarzy osoby obsługującej teatrzyk. Początkowo dominowała tematyka biblijna, później pojawiła się również świecka (widoki miast i pałaców, postacie i wydarzenia historyczne). Opowieści miały często charakter humorystyczny. Przekazywane były specyficznym rodzajem wiersza zdaniowego nazywanym rajosznyj stich.